# مطار يريفان الدولي

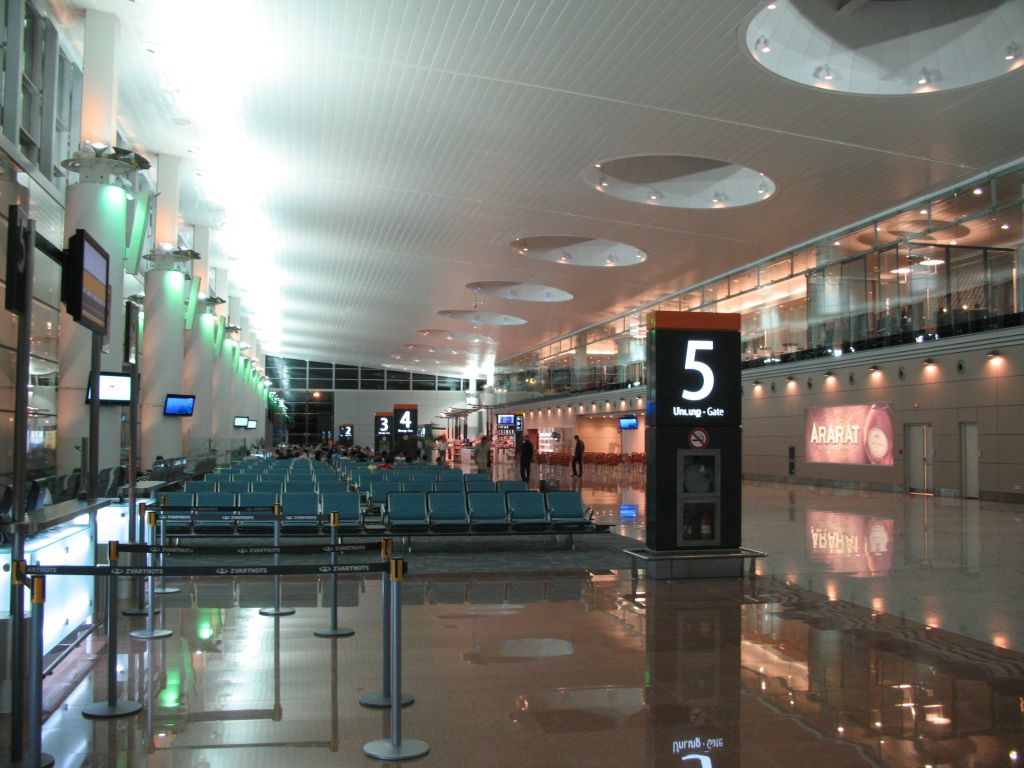
محطة زفارتنوتس الجديدة

مطار يريفان الدولي هو مطار يخدم يريفان عاصمة أرمينيا.

## شركات الطيران
| شركـات طيـران                    | الوجهات |
| -------------------------------- | --- |
| طيران إيجيان                     | مطار أثينا الدولي موسمي: Thessaloniki موسمي عارض: مطار كاندية الدولي ‏، مطار لارنكا الدولي |
| إيروفلوت                         | مطار شيريميتييفو الدولي، مطار بولكوفو، مطار سوتشي الدولي، Volgograd، مطار كولتسوفو الدولي موسمي: مطار كوروموخ الدولي |
| العربية للطيران                  | مطار الشارقة الدولي |
| إير كايرو                        | مطار الغردقة الدولي، مطار شرم الشيخ الدولي |
| Air Dilijans ‏                    | مطار فنوكوفو الدولي، مطار تبليسي الدولي |
| الخطوط الجوية الفرنسية           | مطار باريس شارل ديغول |
| Air Montenegro                   | موسمي: مطار بودغوريتسا الدولي |
| طيران البلطيق                    | موسمي: مطار ريغا الدولي |
| Armenia Airways                  | مطار فنوكوفو الدولي، مطار الإمام الخميني الدولي موسمي: مطار باطومي الدولي، مطار تبليسي الدولي |
| Armenian Airlines                | مطار شيريميتييفو الدولي، مطار كوروموخ الدولي، مطار سوتشي الدولي |
| الخطوط الجوية النمساوية          | مطار فيينا الدولي |
| Azimuth                          | Kaluga، Mineralnye Vody ‏، مطار فنوكوفو الدولي، مطار سوتشي الدولي، Ufa |
| طيران بيلافيا                    | مطار مينسك الدولي |
| خطوط بروكسل الجوية               | مطار بروكسل الدولي |
| طيران بلغاريا                    | موسمي عارض: Burgas، Varna |
| أجنحة الشام للطيران              | مطار حلب الدولي |
| كوندور للطيران                   | مطار فرانكفورت |
| Cyprus Airways                   | مطار لارنكا الدولي |
| European Air عارض                | موسمي عارض: Burgas |
| يورو وينجز                       | موسمي: مطار كولونيا بون الدولي، مطار دوسلدورف الدولي |
| FlyArystan                       | Aktau |
| Fly Arna                         | مطار بغداد الدولي، مطار الكويت الدولي (تبدأ 22 يونيو 2023)، مطار دوموديدوفو الدولي، مطار شيريميتييفو الدولي، مطار نوفوسيبيرسك، مطار بولكوفو، مطار سوتشي الدولي، مطار تبليسي الدولي |
| فلاي بغداد                       | موسمي: مطار بغداد الدولي |
| فلاي دبي                         | مطار دبي الدولي |
| فلاي إيجيبت                      | مطار شرم الشيخ الدولي |
| فلاي أربيل                       | مطار أربيل الدولي |
| طيران ناس                        | موسمي: مطار الملك خالد الدولي (تبدأ 21 يونيو 2023) |
| FlyOne                           | مطار بيروت رفيق الحريري الدولي، مطار كيشيناو الدولي، مطار آل مكتوم الدولي، مطار دوسلدورف الدولي، مطار إسطنبول الدولي، مطار لارنكا الدولي، مطار ليون سانت إكسوبيري، مطار مالبينسا، Mineralnye Vody ‏، مطار دوموديدوفو الدولي، مطار فنوكوفو الدولي، مطار نوفوسيبيرسك، مطار باريس شارل ديغول، مطار بولكوفو، مطار كوروموخ الدولي، مطار سوتشي الدولي، مطار تبليسي الدولي، مطار الإمام الخميني الدولي (تبدأ 4 يونيو 2023)، مطار بن غوريون الدولي، مطار كولتسوفو الدولي موسمي: مطار برشلونة الدولي (تبدأ 19 يونيو 2023)، مطار الغردقة الدولي، مطار مرسى علم الدولي (تبدأ 26 يونيو 2023)، مطار شرم الشيخ الدولي، Tivat (تبدأ 27 يونيو 2023) |
| الخطوط الجوية الجورجية           | مطار تبليسي الدولي موسمي: Burgas، مطار كاندية الدولي ‏، مطار لارنكا الدولي |
| Ikar                             | Krasnodar، Mineralnye Vody ‏، مطار شيريميتييفو الدولي، Nizhny Novgorod ‏، Perm، Rostov-on-Don، مطار بولكوفو، مطار كوروموخ الدولي، Saratov، مطار سوتشي الدولي، Stavropol، Ufa، Volgograd، Voronezh (جميعها متوقفة) |
| الخطوط الجوية الإيرانية          | موسمي: مطار الإمام الخميني الدولي |
| إيران آيرتور                     | مطار الإمام الخميني الدولي |
| خطوط لوت الجوية البولندية        | مطار وارسو فريدريك شوبان |
| لوفتهانزا                        | مطار فرانكفورت |
| طيران الشرق الأوسط               | مطار بيروت رفيق الحريري الدولي |
| نوردستار                         | مطار دوموديدوفو الدولي (متوقفة) |
| Nordwind Airlines                | Krasnodar، مطار يميلانو الدولي، مطار شيريميتييفو الدولي، Nizhny Novgorod ‏، Rostov-on-Don، مطار بولكوفو، Vladikavkaz، Volgograd، مطار كولتسوفو الدولي (جميعها متوقفة) موسمي: مطار كوروموخ الدولي (متوقفة) |
| الطيران الجديد تونس              | موسمي عارض: مطار الحبيب بورقيبة الدولي |
| خطوط بيغاسوس                     | مطار أنطاليا، مطار صبيحة كوكجن الدولي |
| الخطوط الجوية القطرية            | مطار حمد الدولي |
| Qeshm Air                        | مطار الإمام الخميني الدولي |
| خطوط ريد وينغز الجوية ‏           | Chelyabinsk، Kazan، مطار محج قلعة الدولي، مطار دوموديدوفو الدولي، مطار جوكوفسكي الدولي، Nizhny Novgorod ‏، مطار كوروموخ الدولي، مطار سوتشي الدولي، Volgograd، مطار كولتسوفو الدولي |
| روسيه (خطوط جوية)                | Mineralnye Vody ‏، مطار شيريميتييفو الدولي، مطار بولكوفو، مطار كوروموخ الدولي، مطار سوتشي الدولي، Volgograd |
| خطوط إس سفن                      | مطار نوفوسيبيرسك |
| SCAT Airlines                    | Aktau موسمي: مطار آستانا الدولي |
| Shirak Avia                      | Astrakhan (تبدأ 27 يونيو 2023)، مطار شيريميتييفو الدولي، مطار فنوكوفو الدولي، Nizhnekamsk (تبدأ 26 يونيو 2023)، Nizhny Novgorod ‏، Orenburg (تبدأ 9 يونيو 2023)، Perm، Saratov، مطار سوتشي الدولي (تبدأ 25 يونيو 2023)، Ufa |
| سكاي أب                          | مطار بوريسبيل الدولي، مطار أوديسا الدولي (متوقفة) |
| ترانسافيا فرنسا                  | مطار باريس أورلي موسمي: مطار مارسيليا (تبدأ 27 يونيو 2023) |
| الخطوط الجوية الدولية الأوكرانية | مطار بوريسبيل الدولي (متوقفة) |
| خطوط أور الجوية                  | موسمي: مطار أربيل الدولي |
| Utair                            | مطار فنوكوفو الدولي، مطار بولكوفو، مطار سوتشي الدولي، Surgut، Tyumen |
| ويز للطيران                      | مطار أبو ظبي الدولي، مطار دورتموند، مطار لارنكا الدولي، مطار مالبينسا، مطار فاكلاف هافيل الدولي (تبدأ 26 يونيو 2023)، مطار ليوناردو دا فينشي، مطار صوفيا، مطار فيينا الدولي، مطار البندقية ماركو بولو |